# Raouliinae
Raouliinae is een onderfamilie van kreeftachtigen uit de klasse van de Malacostraca (hogere kreeftachtigen).

## Geslachten
- Caecopilumnus Borradaile, 1903
- Raoulia Ng, 1987
- Thecaplax Ng & Rahayu, 2014
- Typhlocarcinodes Alcock, 1900